# Taco Tuesday
Taco Tuesday è un singolo del gruppo musicale statunitense Migos pubblicato il 5 maggio 2020.

## Tracce
1. Taco Tuesday – 1:32